# 薩爾茨堡薩赫酒店
薩爾茨堡薩赫酒店（Hotel Sacher Salzburg）是奧地利薩爾茨堡的一座大酒店。這座酒店是一座五星級酒店，修建於1863年至1866年。

## 外部連結
- 官方网站